# جی وین
جی وین (انگلیسی: Jay Vine؛ زادهٔ ۱۶ نوامبر ۱۹۹۵) دوچرخه‌سوار اهل استرالیا است.
از باشگاه‌هایی که در آن بازی کرده‌است می‌توان به تیم یوای‌ئی امارات اشاره کرد.
وی در مسابقات کشوری و بین‌المللی در مجموع برندهٔ ۱ مدال طلا شده‌است.